# 벤트오버로우
벤트오버로우(bent-over row) 혹은 바벨로우(barbell row)는 다양한 등근육을 타겟으로 하는 웨이트 트레이닝(weight training)이다. 타겟팅 되는 근육들은 자세에 따라 다르다. 벤트오버로우는 보디빌딩(bodybuilding)과 파워리프팅(powerlifting)에 사용되기도 한다. 강도와 크기를 늘리는 운동이다.

## 도구

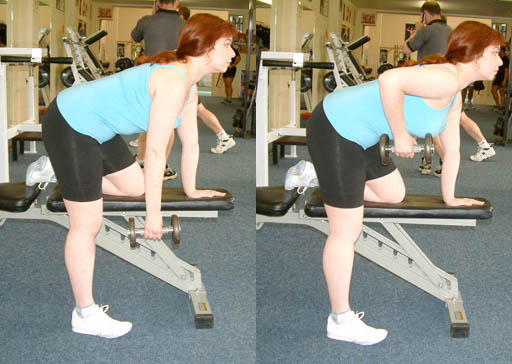
벤치(bench)를 지지대로 삼아서 수행하는 원암 벤트오버 덤벨 로우(one arm bent-over dumbbell row)

이 운동은 어떤 덤벨(dumbbell)이나 바벨(barbell)이 사용되는지에 따라 다양한 변형이 존재한다.
- 투암 바벨 벤트오버로우(Two arm barbell bent-over-row)[1] : 몸을 굽힌 자세에서 양팔로 바닥에 놓인 바벨 하나를 배 위치까지 들어올리는 것. 양손은 내전 그립(pronated grip, 혹은 오버핸드 그립overhand grip)으로 잡고 등은 곧게 편다.
  - 펜들레이 로우(Pendlay row)[1][3] : 글렌 펜들레이(Glenn Pendlay)의 이름에서 유래함. 등을 땅과 수평되게 유지한다.
  - 예이츠 로우(Yates row)[4][1] : 도리언 예이츠(Dorian Yates)에서 이름이 유래함.언더핸드 그립(underhand grip, 혹은 외전 그립supinated grip)과 상체는 일반 로우보다 좀더 꼿꼿하게 한 자세에서 하는 것
- 투암 덤벨 벤트오버로우(Two arm dumbbell bent-over-row)[1] : 바벨 한 개 대신 덤벨 2개를 양손에 하나씩 쥐고 하는 것.
- 원암 덤벨 벤트오버로우(One arm dumbbell bent-over-row)[1] : 등을 곧게 펴고, 몸 한쪽을 벤치에 대고, 그쪽 무릎과 손을 사용하며, 다른 쪽 손은 팔을 신전(extension)한 채 중량을 들고 한다. 중량은 팔꿈치가 90도 이상 들어올려질 때까지 엉덩이 위로 들어올려지고, 상완골(humerus)이 등과 나란히 한 줄에 있으면 다시 원위치로 돌아가게 한다.
  - 크록 로우(Kroc row)[3] : 매트 크로찰레스키(Matt Kroczaleski)로부터 이름이 유래함.  약 300파운드(140kg)까지 극도로 무거운 무게를 가지고 줄을 대신하는 그립이 필요하기도 한 고중량 고반복 운동.
  - 차이니즈 덤벨 로우(Chinese dumbbell row) : 중국 역도 국가대표팀의 보충운동에서 유래, 고중량 고반복 운동으로, 45도로 숙인 자세에서 허리 회전이 거의 없게 함, 상체를 광범위하게 움직이게 하고 승모근(trapezius)을 활성화함, 라잉 바벨 로우(lying barbell row)인 차이니즈 바벨 로우(Chinese barbell row)와는 다른 것.
- 원암 바벨 벤트오버 로우(One arm barbell bent-over row)[1] : 원암 덤벨과 거의 흡사한 방식이나, 롱바(long bar)의 불안정성이 있음. 견인(pulling) 중 안정화를 위하여, 요측수근굴근(radial flexor of wrist)과 척측수근굴근(ulnar flexor of wrist)의 작용이 더 커짐, 바의 움직임이 눈에 매우 잘 보이므로 회내(pronation)와 회외(supination)에 대한 피드백이 더 잘 됨

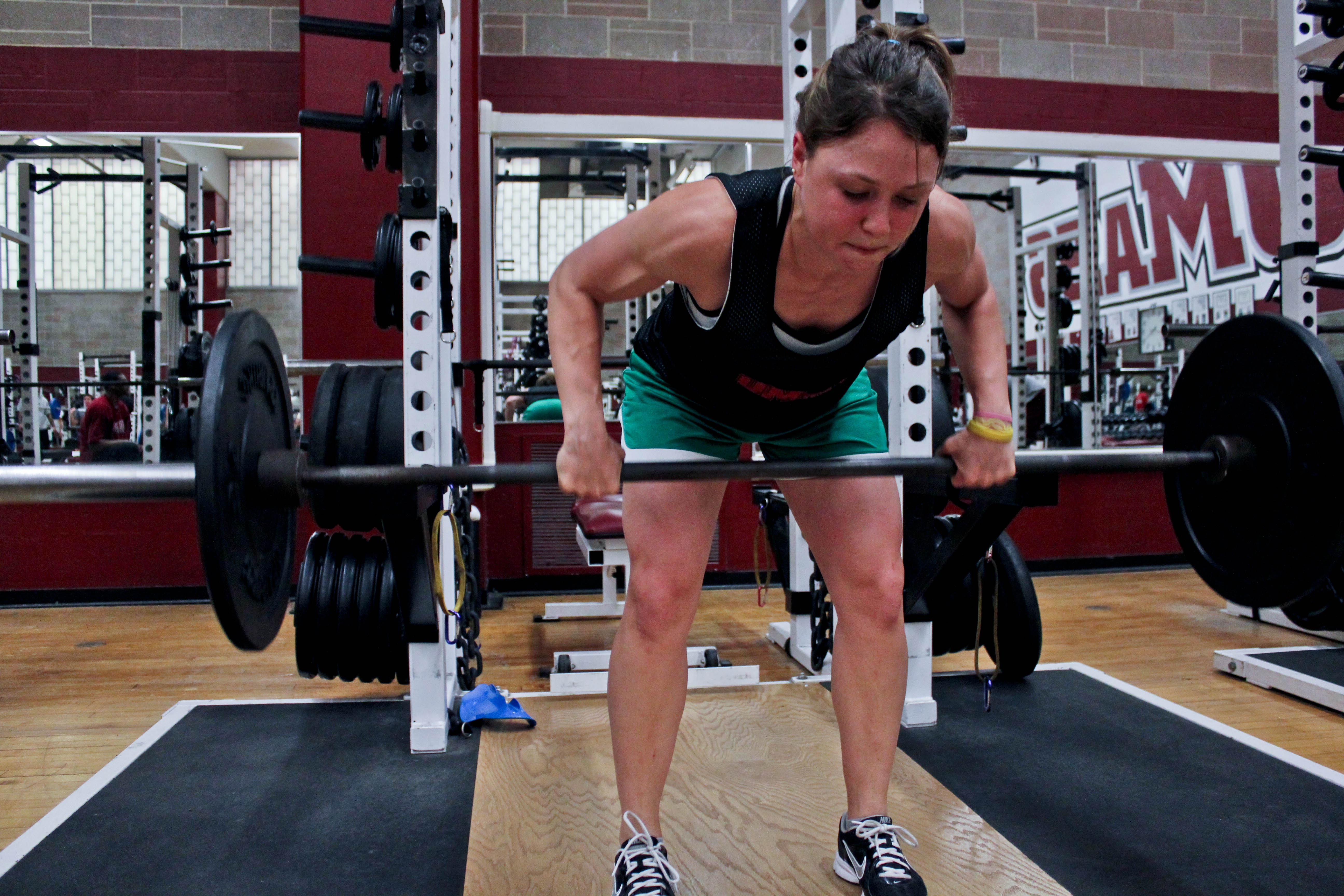
오버핸드 그립(overhand grip)의 스탠딩 벤트오버 바벨 로우(standing bent-over barbell row)
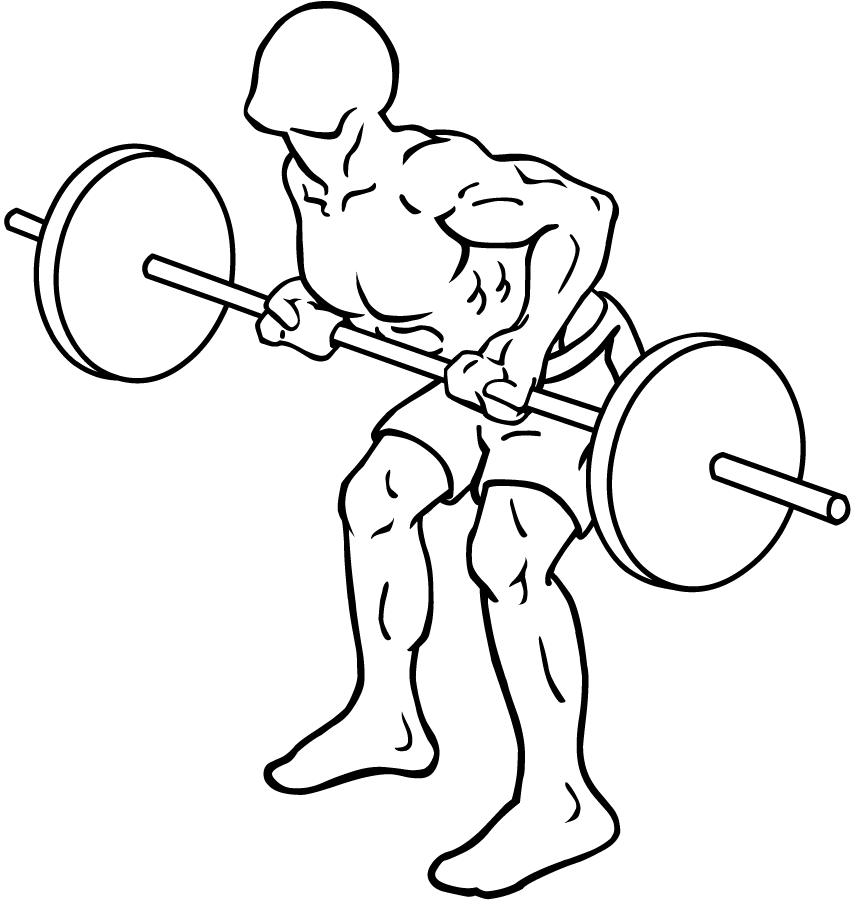
언더핸드 그립 로우 끝
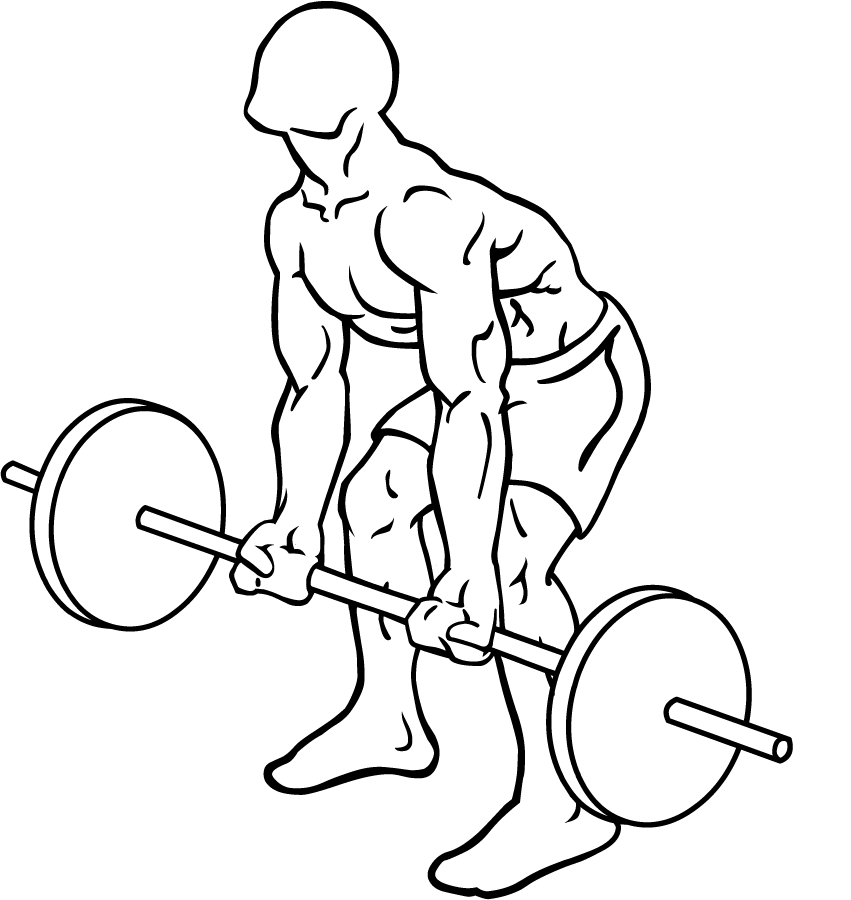
언더핸드 그립 로우 시작
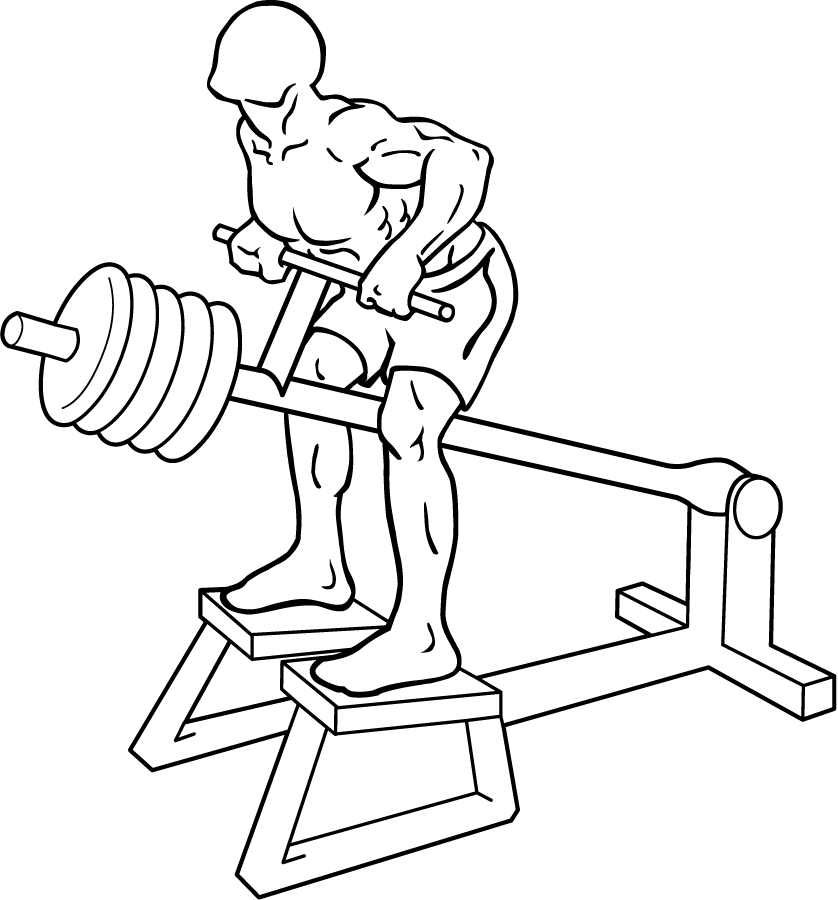
T-바 로우(T-bar row) 끝
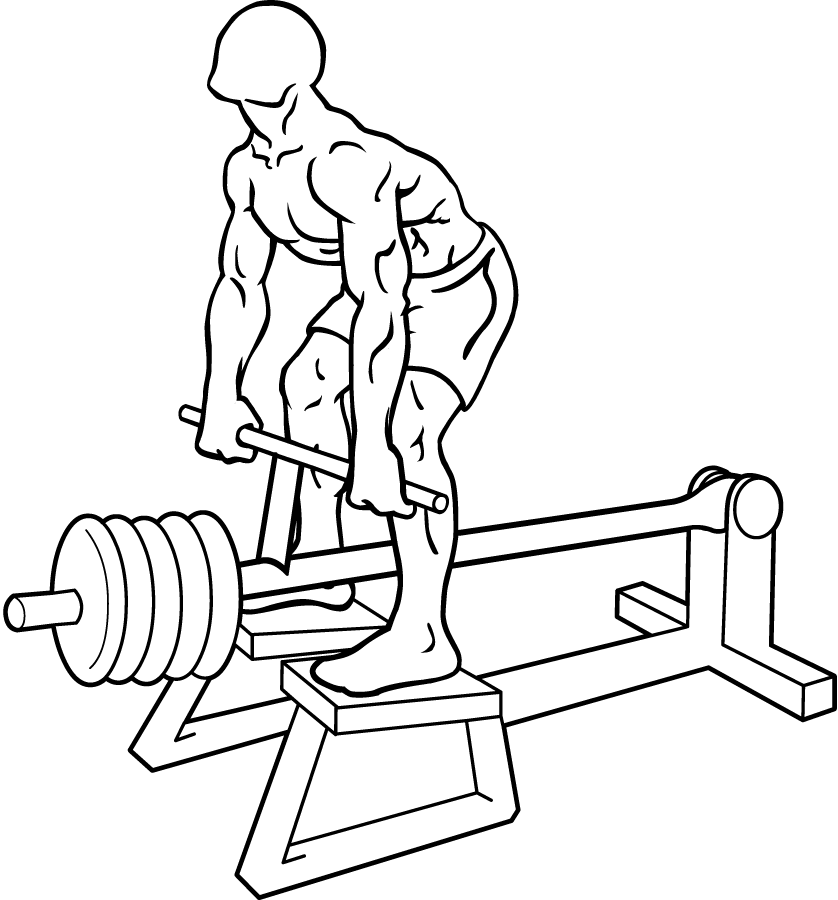
T-바 로우 시작
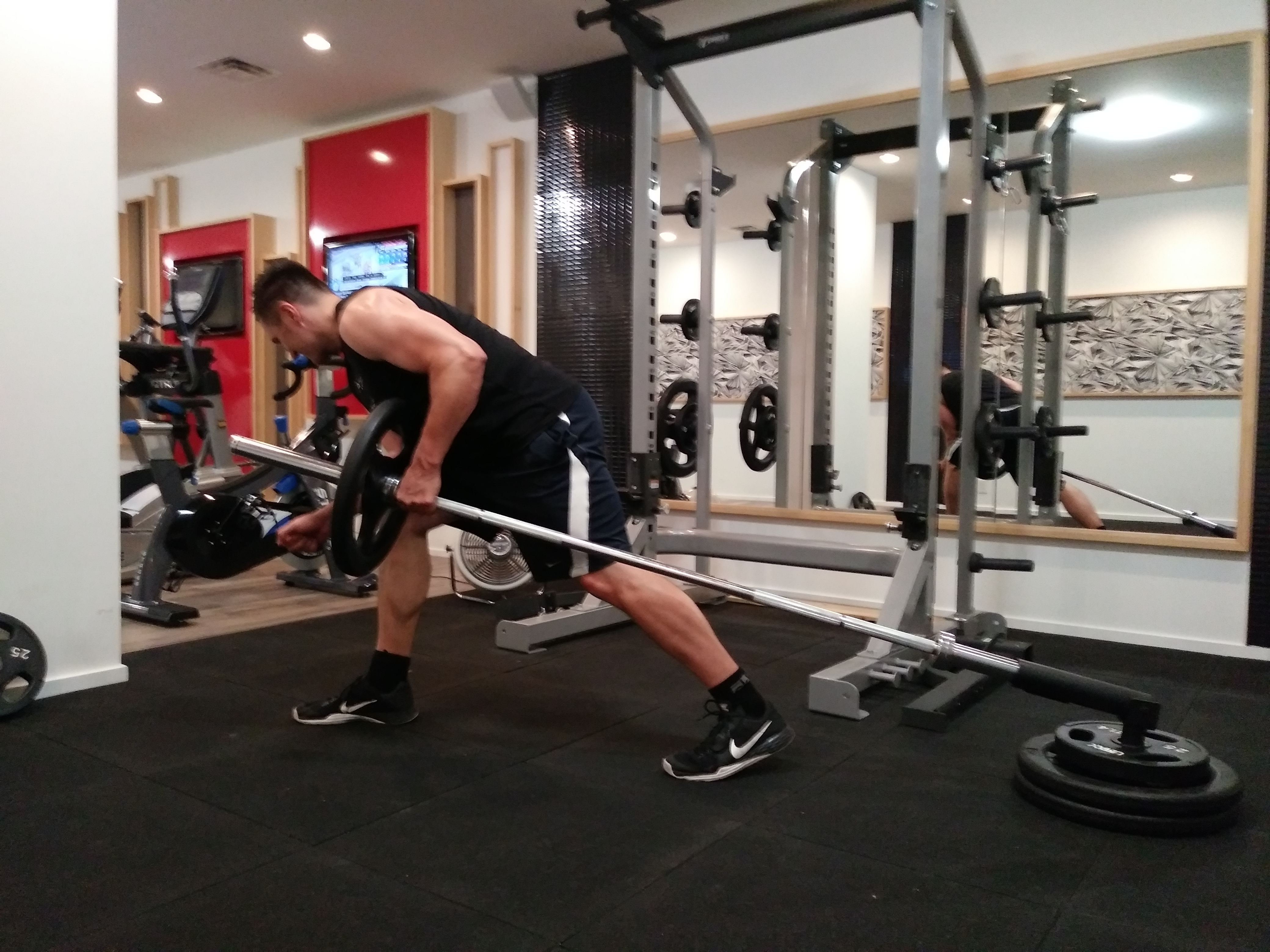
바벨을 통한 원암 로우(one-arm row)

## 변형
견인운동에서 힘을 많이 받는 근육은 형태에 따라 다양하다.
- 팔꿈치가 상체에 밀착되어 엉덩이로 가면서, 광배근(latissimus dorsi)이 가장 많이 타겟팅된다. 견갑골(scapula)을 내전(adduction)하면서 승모근 하부섬유(lower trapezius fiber)가 운동을 돕는다. 광배근은 등 하부막(fascia of the lower back)에서 시작하기에, 치골(pelvis) 근처로 질량이 견인된다. 이는 등 하부가 해야 할 일을 감소시킨다.
- 필꿈치가 외회전하면서, 능형근(rhomboids)이나 승모근 같은 견갑골후인근(scapular retractor)과 함께 삼각근 후방섬유(posterior deltoid muscle fiber), 회전근개(rotator cuff)의 극하근(infraspinatus)과 소원근(teres minor) 같은 수평신전근(transverse extensor)이 더욱 잘 타겟팅된다. 이는 중량이 치골로부터 먼 지점으로 견인될 수록 등 중간부분에 대한 개입 빈도가 증가한다.

- 외측삼각근(lateral deltoid)은 후방삼각근(posterior deltoid)을 따라 45도 각도로 로잉되는 것을 통하여 하박(forearm)이 곧바로 펴지고 가동범위(range of motion)을 통하여서 상박(upper arm)이 몸과 직각을 이루면서 개입될 수 있는데, 이는 레터럴 레이즈(lateral raise)와 유사한 근육 활성화와 관련 있다.[5]

45도 각도로 견인하는 중간 형태도 있다. 덤벨을 가지고 할 때는 두개 사이에서 자세가 용이하게 바뀔 수 있다. 바벨을 내전그립으로 넓게 잡으면 엘보우아웃 로우(elbows-out row)가 되지만, 외전그립으로 좁게 잡으면 엘보우인 로우(elbows-in row)가 된다.

## 안전
자세가 안전하지 못하면 부상 위험성은 높아진다. 안정되고 정돈된 자세를 취하는 것은 배우기 어렵다. 숙련된 사람에게 지도받는 것이 초보에게 좋다. 안전한 운동을 위해서는 다음과 같이 해야 한다.
- 등을 지탱하기 위하여 복근 긴장도를 유지해야 한다. 이때 복근이란 복횡근(transversus abdominis)의 수축을 의미한다. 복직근(rectus abdominis)은 등을 둥글게 하고 등 하부를 비활성화하기 때문이다.
- 무릎을 굽혀야 한다. 이는 무게중심을 낮추고 치골을 바닥에 더 가깝게 한다. 이는 햄스트링의 긴장을 낮추고 웨이트를 땅에서 들어 올리기 더 쉬워진다. 또한 중량을 땅에 더 쉽게 안착시키게 한다.
- 척추를 아치 형태로 하여 등 하부에 무리를 주지 않는다.
- 낮은 무게부터 시작하여 등 하부와 상부 견인 근육(upper pulling muscle) 지구력(endurance)을 준다. 등 상부 근육(upper back muscle)은 지근(slow-twitch fiber)이 많아, 속근(fast-twitch fiber) 비율이 높은 근육을 사용하는 운동보다 벤트오버로우가 더 잘 반응할 수 있다.
- 느린 템포로 하고 빨리 해서는 안 된다. 중량을 드는 동안 바른 자세에서 벗어나는 것은 없는지 살펴보고 엉덩이와 척추를 더 안정적으로 유지함으로써 자세에 더 신경 쓸 수 있다. 또한 올리는 동안 발생하는 가속도로 근육에 순간 무중력이 발생하거나 근육이 느슨해지는 것을 막고, 중량이 빠르게 떨어질 때 재빠르게 잡지 않게 한다.